# Трактат про Сільське Господарство (De re rustica (Varro))
Трактат про Сільське Господарство (Лат. De Re Rustica Libri III) — тритомний твір у формі діалогу, між літературними героями, римського вченого Марка Теренція Варрона, в якому він розглядав усі аспекти сільського господарства, які були актуальними, для його регіону у той час. Варрон опублікував праці на 80-му році життя, у 37 році до Р. Х. і присвятив її своїй дружині Фунданії. 
|  | Якби я міг викроїти час, Фунданія, я б написав тобі про те, про що говоритиму зараз, краще, а зараз напишу, як зможу: Я думаю, мені треба поспішати, тому що, якщо, як кажуть, людина - лише бульбашка , то старий і тим більше. Мій вісімдесятий рік радить мені зібрати свої пожитки раніше, ніж я піду з життя. І оскільки ти купила маєток, який хочеш зробити прибутковим, добре провадячи господарство, і просиш мене, щоб це стало і моєю турботою, то я і спробую стати тобі радником, і не тільки за життя, але навіть і після смерті. |

## Зміст трактату
У своїй роботі Варрон охоплює всі сфери сільського господарства. Свою роботу він поділяє на три книги, кожна з яких стосується підсфери сільського господарства: Перша книга — щодо сільського господарства (De agricultura), Друга книга розповідає про худобу (De re pecuaria), Третя — про сільське пасовище (De pastione villatica).Робота в першу чергу спрямована на заможного землевласника, який повинен бути всебічно обізнаний веденням сільського господарства. Розділи сільськогосподарської спрямованості доповнюються науковими положеннями. Загальний тон невимушений і не сухий, дидактичний.
Форма та структура
Дія твору відбувається під час зародження сільськогосподарської кризи в Римі після громадянської війни; з цією метою він має намір надати поради, які можуть оптимізувати врожайність землі, яка тоді оброблялася екстенсивними і насправді не дуже плідними методами. У ній, за цицеронівським прикладом, хоча й з меншою стилістичною майстерністю, автор використав модель арістотелівського діалогу, виділяючи кожному співрозмовнику самодостатнє втручання.
Кожна книга оформлена у формі дискусії. Учасники відбираються з урахуванням конкретної теми, у якій вони обізнані та постійно змінюються.
Дискусії відбуваються в різні часові проміжки. В Першій книзі між 45 і 37 роками до Р. Х., у Другій книзі між 67 р. та 50 р. до Р. Х., та в Третій книзі у 50 р. до Р. Х. У дослівників також є думка, що Варрон міг писати ще й раніше, а потім, просто переглянув і оформив це разом.
Характер трактату
Варрон починає свою роботу із встановлення її теми: якими питаннями має займатися автор трактату, присвяченого землеробству; що має становити його зміст.
|  | "Я бачу, що ті, хто писав про землеробство по-пунійськи, по-грецьки та по-латині, забрели далі, ніж слід", - |

заявляє він і закінчує цей розділ, який можна розглядати як вступ, злою та насмішкуватою критикою латинського сільськогосподарського трактату. Історія зберегла нам перший із цих трактатів - "Землеробство" Катона. Його зміст і композиція, складна і вибаглива, підказані несвідомим, але яскравим сприйняттям сільського господарства як живого, цілісного організму; різноманітність питань, порушених Катоном, цілком відповідає різноманітності та строкатості явищ, з яких складається життя цього організму. Катон був сам сільським господарем, любив господарство, і в своїй книзі він знайшов форму, яка нам здається незграбною, але яка була цілком адекватна тим не так думкам, як почуттю, у світлі якого він сприймав своє господарство. Змістом книги Катона були багаті: Коллумела чудовий господар і знавець господарства, у таких галузях, як полеводство та розведення плодових дерев, майже нічого не додав до уроків, які за два сторіччя до нього дав старий цензор. Такою ж багатою і строкатою була і друга книга про землеробство, автором якої був Сазерна, досвідчений добрий господар, чий авторитет шанували ще в I ст. н. е. 
Критикувати їхні твори по суті Варрон, який черпав відомості свому твору більше з інших рук, ніж з власного досвіду, звичайно, не міг. І він навалився на своїх попередників, заперечуючи їм не по суті; критика його була суто формальною і стосувалася двох пунктів. По-перше, самим назвою " Землеробство " окреслено коло тем; переступати за межі цього кола і вторгатися в такі галузі, як домовництво чи медицина, було елементарним порушенням вимог, які законно висуває кожна наука. Чи є підстава в книзі, присвяченій землеробству, говорити про те, як пекти коржики, або про те, як лікувати хворого вола? По-друге, поради, що стосуються обробітку землі та організації польового господарства, мають бути надані у такій формі, щоб ними було можна користуватися не в одному певному місці, а за різних обставин та умов. Яку користь могла отримати людина з тих списків робітників, які Катон склав для свого виноградника та маслинника? Як могли стати в нагоді норми виробітку, складені Сазерною для господарств долини річки По?
|  | Латинська сільськогосподарська література була закреслена оголошена непридатною за ознаками, повторюю, суто формальним, але які мали в очах сучасників Варрона величезне значення: та верхівка рабовласницького суспільства, для якої він писав, вимагала наукового сільськогосподарського трактату. Ми можемо до певної міри уявити собі це середовище за листами Цицерона, за його діалогами, риторичними та філософськими, і за вступами, яким Варрон забезпечив кожну з трьох книг свого "Сільського господарства". Це люди, причетні до грецької науки та філософії; вони читали Платона та Аристотеля, Дікеарха та Феофраста; грецькою мовою вони говорять, як латиною, і Гомера знають мало не напам'ять. Вони всі певною мірою цікавляться господарством, тому що у них у всіх є своя земля; агрономічні трактати олександрійців, поза сумнівом, побували в їхніх руках, і струнка логіка грецьких книг привчила їх дивитися зверхньо на твори вітчизняної агрономії. Нехай "Сільське господарство" Варрона було багате змістом, форма його в порівнянні з композиційною цілісністю грецьких книг, що у суворій послідовності розвивають свої думки, здавалася чимось по-дитячому безпорадним і варварськи грубим. |

Джерела Варрона
У своєму творі Варрон називає п'ятдесят двох письменників, з яких до нас дійшли лише троє: Ксенофонт, Арістотель та Феофраст. Останніх двох Варрон читав старанно; ряд виписок з обох письменників, іноді дослівний переклад їх підтверджують це. Посилання на Магона, Діофана та Касія дозволяють думати, що якщо не в енциклопедію найвагомішого пунійця, то в його грецьких перекладачів Варрон заглядав і вибирав звідти потрібні йому відомості. Що ж до інших авторів, то за неприборканої пристрасті Варрона до читання  було нічого неймовірного у цьому, що він перечитав всіх цих безнадійно загублених Євфроніїв і Менандров. У книзі його, однак, не збереглося жодного сліду від цього читання: сільськогосподарська практика, про яку він розповідає, – це практика італійського села; сільський робочий побут – це побут Італії. Але пройшов для італійського господаря той час, коли дідівський досвід цілком задовольняв його; тепер його недостатньо; господар хоче добитися більших урожаїв та більшого доходу; він створює господарські галузі, про які діди і слухом не чули. Не в Катона, звичайно, було шукати поради про те, як розводити троянди та фіалки; немає у сільської ключниці, яка відала пташиним двором, знань як організувати промислове птахівництво. Потрібні були інші порадники. Господар, сучасник Варрона, у пошуках вчителів, природно, повинен був звернутися туди, куди тільки й можна було йти за порадою і знанням у найрізноманітніших галузях: у філософії та скотарстві, у математиці та ветеринарії, - до "переможеної Греції". Варрон правильно врахував цей потяг до знання та його необхідність; неважливо, чи читав він сам цих "більше ніж п'ять десятків авторів, що писали грецькою мовою з різних питань: один про одне, інший про інше" важливо, по-перше, що він перший проголосив необхідність агрономічної освіти і вклав у руки господаря книгу, а по-друге, показав своєму читачеві, кого йому шукати , якщо він забажає якихось додаткових та поглиблених відомостей, тож немає нічого дивного у тому, що він використовував праці інших авторів. Власний досвід Варрон поставив першому місці серед своїх джерел. Цей досвід, однак, у нього невеликий. Сільське господарство не було для нього основною або принаймні важливою життєвою справою, якою вона була для Колумелли чи Катона. Про це досить свідчить та обставина, що він зайнявся сільськогосподарськими питаннями вже наприкінці життя і жодного разу не стосувався їх у роботах попередніх років. Повним невігласом у сільському господарстві він, однак, не був, як не був ним (за рідкісними винятками) кожен римський землевласник, який незмінно наїжджав до своїх маєтків, тримав верховний нагляд над вилкою та прокуратором, радився з господарями-сусідами. Так, звичайно, чинив і Варрон. Характерна йому допитливість етнографа, зігріта щирим і гарячим патріотизмом, змушувала його з цікавістю придивлятися до сільському побуті, і він залишив про нього ряд найцінніших нотаток. Що ж до самого істоти сільського господарства, то основним джерелом Варрона були розмови з " обізнаними людьми " . "Говорять", "розповідають" - ці безбарвні посилання, що часто зустрічаються у нього, підбивають підсумок живих розмов зі знавцями справи, від яких наш письменник і черпав свої відомості щодо сільського господарства. Ми можемо певною мірою уявити ті положення, якими керувалися ці "обізнані люди" у постановці свого господарства. На їхню думку, господар не повинен сліпо триматися прийомів та звичаїв дідівської сільськогосподарської практики; не можна сліпо і поривати з нею, але слід її вдосконалювати і покращувати: нехай господар розмірковує, нехай він ставить досліди, діючи тут "не навмання, а з розумних розумів". Ці "розумні міркування" перевіряються досвідом і охоплюють ряд галузей сільського господарства: полеводство (господар дивиться, що дає йому дворазове та триразове мотиження), виноградарство (який плантаж принесе більше користі: глибший або дрібніший, порівняно із загальноприйнятим), садівництво (коли краще прищеплювати смаківницю: навесні чи влітку; варто зазначити, що в саду особливий інтерес викликає до себе смоківниця – дерево, плоди якого у харчовому режимі італійця поступалися за значенням лише хлібу). У Варрона не вистачало спеціальних знань, щоб входити в подробиці всіх цих нововведень і врахувати їх результати, але, дослідник і вчений, він зумів оцінити цей напрямок у сільському господарстві: своїм читачам він вказав на нього як єдино правильний і гідний його сучасників шлях.
Потреби господарств у праці Варрона
І Катон, що мав на увазі головним чином Кампанію, і господарі сабінських маєтків у Варрона дуже зацікавлені в тому, щоб між їхнім маєтком та округом, з її ринками та торговими центрами, можна було встановити легкий та регулярний обмін. Хазяїн бажає мати до своїх послуг або хороші дороги, або судноплавну річку. Йому є, що продати, але він і потребує низки предметів. Бувають маєтки, в яких не вистачає хліба, в інших не вистачає вина. А крім того, кожен маєток більшою чи меншою мірою потребує ремісничих виробів. У маєтках, образ яких був Катону звичний, йшла діяльність суто сільськогосподарська. Навіть такі речі, як клаптеві ковдри, молотильні дошки та кошики, Катон рекомендує купувати в майстернях ремісників-фахівців. І у Варрона життя рабовласницького маєтку йде ніби по тій же колії: роботам у полі, в саду та винограднику віддано всі сили і весь час. Тільки в дозвільні хвилини раби займаються плетінням кошиків, мотузок і матів, вирізуванням ручок і зубів для граблів, вкладання каменів у трибули, причому все це робиться для потреб власного господарства, але ніяк не на продаж, і ніякої особливої спеціальної виучки для таких робіт не потрібно: кожен селянин з ними знайомий і зможе з ними впоратися. У цю вже знайому картину врізається, однак, нова риса: бувають, виявляється, володіння, в яких загибель одного майстра "забирає дохід цілого маєтку"; іншими словами, господар перетворює свою садибу на центр ремісничої діяльності і від неї отримує основний прибуток: землі у нього, мабуть, так мало, що дохід з неї є лише незначною добавкою до доходу, який приносить робота добре навченого майстра-раба. 
Випадок цей, однак, є певним винятком. Правилом будуть такі маєтки, господарі яких вважають за краще мати не рабів-фахівців, а майстрів, які мешкають по сусідству. Місцем перебування їх може бути місто, село і "упорядковані маєтки та садиби багатих людей".Дуже добре, якщо продукти ремісничого виробництва хорошої якості можна придбати зовсім поблизу і дуже дешево. Отже, центрами ремісничого виробництва виявляються як міста, як було в Катона, а й села, і багаті маєтки. Можна уявити, як такий центр організується. У селі осідає муляр, коваль, столяр, правильно розраховуючи, що його послуги незмінно знадобляться. З тими ж думками приходять лікар та валяльник. Всі вони потребують помічників, товаришів та підручних: утворюється маленьке ремісниче ядро, яке в залежності від обставин може розростатися або стискатися. Власники навколишніх земель, природно, звертаються зі своїми потребами до цих фахівців: потрібно викувати лемеш, наварити лопату, зробити ліжко, настелити дах, вимити вовняний одяг, звалити сукно, полікувати дитину, що захворіла. Щоб забезпечити собі постійну допомогу, з майстрами укладають річну умову: на першу ж потребу, на першу вимогу вони повинні з'явитися в маєток зі своїм інструментом і виконати зроблене замовлення. Господар багатого маєтку враховує попит округи і дохід, який може отримати, задовольняючи цю суперечку: він організує у своєму "упорядкованому маєтку" ряд майстерень, де трудяться раби, які навчилися цієї спеціальності. Він досить багатий, щоб не боятися смерті одного якогось майстра; його замінить інший, можливо, навіть учень покійного; і принаймні, дохід господаря забезпечують як майстерні, а й земельні угіддя. Судячи з того, що ми знаємо про Сазерну, в долині З'єднання сільського господарства та ремісничої діяльності було в багатих маєтках явищем звичайним. Для Варрона в його рідних сабінських місцях такі маєтки є скоріше винятком, ніж правилом: він пише не для багатих землевласників, які будуть торгувати ремісничими виробами, виготовленими в їхніх маєтках, а для тих господарів, яким вигідно мати цих багатіїв по сусідству. Господарям маєтків, яких має на увазі Варрон, не завжди вдається влаштуватися біля міста: міст у цих місцях набагато менше, ніж у Кампанії чи Лації; і землевласник середньої руки тиснеться до села або до багатого сусіда з розрахунку на можливість вигідних для себе угод.

## Книга 1: De agri cultura
У передмові до цієї книги Варрон подає коротку історію грецької літератури про сільське господарство і перечисляє понад 50 авторів.
Перша книга (De agricultura), присвячена його дружині та стосується управління земельною власністю, від маленьких полів до великих вілл.Головними учасниками розмови є тесть Варрона — Гай Фунданій, а також Гай Ліциній Столо та Гней Тремелій Скрофа. Вони зустрічаються між 45 і 37 роками до Р. Х. в храмі Теллуса в Римі.
Багато уваги приділяється темі, коли та які роботи необхідно виконати протягом року. Саме тому власник вілли повинен мати знання з астрономії, щоб знати, наприклад, коли вказується час сходу Плеяд.

## Книга 2: De re pecuaria
Друга книга (De re pecuaria), присвячена його другові Турраніо Нігро, у ній йдеться про розведення стад та вівчарство.
Співрозмовники зустрічаються в 67 році до Р. Х. під час Піратської війни в маєтку, ймовірно, біля Бутритіна. Найвидатніші учасники — Тит Помпоній Аттік і Гней Тремелій Скрофа.У другій книзі представлено як правильно доглядати за вівцями, козами, свинями, ослами, кіньми, за великою рогатою худобою, а також пояснюється як правильно видобувати та збувати молочну та вовняну промисловість.

## Книга 3: De pastione villatica
Дії у Третій книзі (De pastione villatica) відбувається в 50 році до Р. Х. в Римі, присвячена його другу Квінту Пінню.
Варрон чекає на результати виборів едилів разом із сенатором Квінтом Аксієм, авгуром Аппієм Клавдієм і кількома знайомими. Описується становлення Аппія Клавдія консулом, після попередньої фальсифікації голосів.
Третій книзі описано вольєрне та сільськогосподарське тваринництво. Описано розведення птахів (павичів, горлиць, дроздів, гусей, качок, курей), диких тварин (кабанів, оленів, зайців), прісноводних і морських риб, равликів та бджіл.
З одного боку, ці тварини служать для розваги господаря та його гостей та задля завоювання престижу, а з іншого вони приносять гроші. 

## Висновки
Книга Варрона, як сільськогосподарський трактат коштує набагато нижче за твори і Катона, і Колумелли, господарів-практиків, які писали про господарство не з чужого голосу, а з власного досвіду. І тим не менш "Сільське господарство" Варрона має право на те, щоб стояти поруч із ними: таке велике значення цієї книги для історії сільського господарства Італії. Достатньо перерахувати ті питання, які залишилися б без відповіді, якби не було у нас книги Варрона: без неї ми нічого не знали б про таку важливу господарську галузь, як кочове скотарство; характер підміського господарства з його орієнтуванням на римський ринок став нам ясним лише завдяки Варрону; він же познайомив нас із виникненням підміського птахівництва та птахофермами. Завдяки йому ми отримали більш правильне уявлення про польове господарство того часу. Якщо ми й знаємо щось про техніку польових робіт у стародавній Італії, ми зобов'язані цим переважно Варрону, який часто виявляється нашим єдиним джерелом. Він розглядав сільськогосподарські зброї та уважно спостерігав сільськими роботами. Його інтерес до сільських занять випливав із його загального інтересу до повсякденного повсякденного життя свого народу. Розповідь про те, "що, де п коли роблять" селяни, був природним продовженням того відділу "Стародавств римського народу", який був присвячений "людським справам" і трактував про те, "хто, де і коли і що робить". Варрон був першим, хто описав ряд польових знарядь і хто зібрав і пояснив по суті (його фантастичні етимології не йдуть, звичайно, в рахунок) багато сільськогосподарських термінів. Він перший і єдиний розповів про техніку італійської оранки та пояснив терміни, якими називали різні оранки. Його сторінки донесли до нас голос сільської трудової Італії, її селян, пастухів, усіх, хто вільним чи рабом трудився на її полях і блукав її пасовищами. І це зробило книгу, суху і написану часто недбало і розсіяно, скарбом, ціна якого не зменшиться, доки живим буде інтерес до людини та її праці.

## Вплив праці Варрона на інших авторів
Колумелла  запозичив у Варрона, як деталі, так і загальне ставлення до перетворення сільського життя. Пліній Старший також читав книги Варрона про землеробство і запозичив деякі моменти з них. Проте, автори пізньої античності воліли посилатися на Колумеллу, а не на Варрона.
Пізніше, П'єр де Крещенці значною мірою використав його у своїй праці «Opus ruralium commodorum», яку він написав між 1304 і 1309 роками.